# Iglesia de San Martín (La Gineta)
La iglesia de San Martín es un templo católico de la localidad española de La Gineta, en la provincia de Albacete. Cuenta con el estatus de bien de interés cultural.

## Descripción
Está ubicada en el número 18 de la calle de la Iglesia de la localidad albaceteña de La Gineta, en Castilla-La Mancha.
Se trata de una iglesia de estilo gótico-renacentista. En su interior hay una nave estructurada en cuatro tramos. Se cubre con bóvedas estrelladas con las claves talladas, cuyas nervaduras arrancan de pilares torsos, estriados helicoidales, que no rompen su torsión en los capiteles que sirven de tránsito entre el elemento sustentante y el sustentado. Esta solución es similar a la proyectada en algunas iglesias murcianas, además de a las de localidades como Villena, a cuyo cabildo de la Orden de Santiago perteneció el cura párroco de La Gineta.
Presenta naves laterales, cubiertas con diferentes soluciones: bóveda de medio cañón, estrellada, cúpula alinternada. La capilla del Sagrario, que se abre sobre el lienzo derecho, es de mayor tamaño y la más moderna, pues vino a reformar fábrica barroca del siglo XVIII. A los pies se encuentran la portada oeste, con labra de cuarterones, el coro también a los pies y en alto, se cierra con una balaustrada de madera torneada y ses apoya sobre dobles arranques de arcos que al parecer iban a recibir o a formar una bóveda estrellada para cubiertas del sotocoro, la cual acabó por ser renacentista, de bovedillas. A ambos lados aparecen arcos rebajados ciegos. Al exterior la fábrica es de sillería. La portada sur se configura por un arco de medio punto protegido por un tejadillo que se ve superado por una ventana renacentista y enmarcado por dos contrafuertes, elementos que se distribuyen por todo el exterior.
La torre está dividida por impostas en cuatro cuerpos, el último de los cuales, con el reloj de la villa y una especie de pináculos alternados con las ventanas, viene cerrado por una barandilla de balaustres de piedra y rematado por un belvedere octogonal cubierto por tejadillo.

## Estatus patrimonial
El 22 de diciembre de 1992, el inmueble fue declarado Bien de Interés Cultural, con la categoría de monumento, en un decreto publicado el 12 de febrero del año siguiente en el Diario Oficial de Castilla-La Mancha.